# Mauren (Liechtenstein)
Mauren (Dialekt: Mura) ist eine Gemeinde im Unterland des Fürstentums Liechtenstein. Zur Gemeinde gehört der Ort Schaanwald.

## Name
Der Name Mauren kommt vom althochdeutschen «Muor», was so viel wie stehendes Gewässer, Moor, Weiher bedeutete. Im 12. Jahrhundert entwickelte sich daraus «Muron».

## Geschichte
Auf dem Gemeindegebiet wurden bronzezeitliche Funde gemacht, welche auf eine Besiedlung um 1500 v. Chr. schliessen lassen. Die Römer bauten um 15 vor Christus eine Römerstrasse durch den Schaanwald. In deren Folge wurden um 100 n. Chr. in Schaanwald und um 200 n. Chr. in Mauren römische Gutshöfe errichtet. Ein weiterer Gutshof, der sogar mit einer Badeanlage ausgestattet war, wurde um 200–300 n. Chr. in Schaanwald erbaut. Nach 400 n. Chr. wurden die römischen Siedlungen aufgegeben.

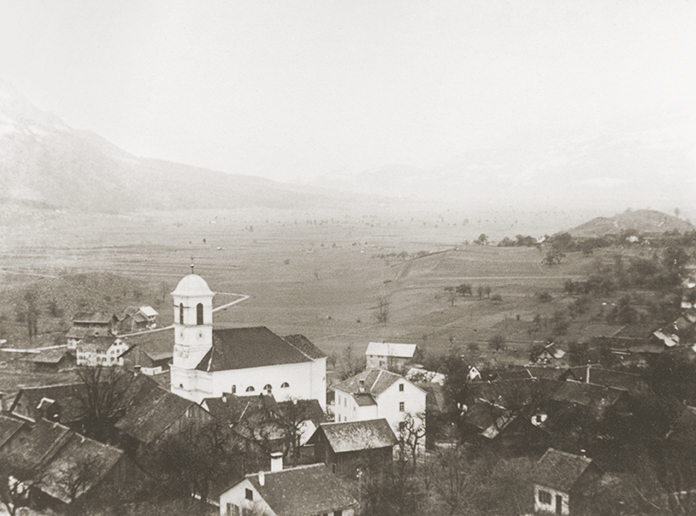
Mauren gegen Ende der 1920er-Jahre. Rechts der Kirche das alte, 1980 abgebrochene Schulhaus.

Gegen Ende des 7. Jahrhunderts entstand in Mauren eine christliche Kirche. Der einfache Saalbau hatte noch keine Apsis. Diese entstand erst nach dem Jahre 800. Während dieser Zeit wurden die Toten östlich der Apsis beigesetzt. Im Jahre 1178 wurde Mauren unter dem Namen Muron das erste Mal urkundlich erwähnt, als es in den Besitz des Frauenklosters St. Sebastian in Schänis überging. Um 1200 wurde eine zweite Kirche an der Stelle der ersten erbaut.
Spätestens seit 1305 war Mauren eine eigenständige Kirchgemeinde und unterstand den Rittern von Schellenberg. 1317 verkauften sie ihren Besitz an die Grafen von Werdenberg-Heiligenberg. 1382 erhielt das Kloster St. Johann in Feldkirch  die Pfarrpfründe von Mauren. König Wenzel erklärte am 22. Juli 1396 Schellenberg und damit Mauren für reichsunmittelbar. Um 1500 begann der Totalumbau der Kirche. Die romanische Apsis wurde durch einen gotischen Altarraum ersetzt. Das romanische Kirchenschiff wurde mit grösseren gotischen Fenstern versehen. Dem Turm setzte man im Jahre 1650 eine hölzerne Glockenstube mit einem achteckig gebrochenen Spitzhelm auf. 1507 erwarb das schwäbische Grafengeschlecht von Sulz Schellenberg und damit Mauren durch Heirat. 1610 gelangten die Pfarrpfründe durch Kauf an das Kloster Weingarten in Oberschwaben. 1613 verkaufte der Graf  Karl Ludwig von Sulz die Herrschaften Vaduz und Schellenberg für 200.000 Gulden an den Grafen Kaspar von Hohenems. Am 18. Januar 1699 kaufte Fürst Johann Adam Andreas von Liechtenstein die Grafschaft Schellenberg für 115.000 Gulden.

## Wappen und Flagge
Der Schild ist schräglinks in Schwarz und Gold geteilt. Vorn liegt in Schwarz ein goldener Schlüssel, der Bart oben mit Kreuzeinschnitt nach rechts zeigend, dahinter ein goldenes Schwert, Heft unten und den Schlüssel in Form eines Andreaskreuzes kreuzend. Sie symbolisieren die Schutzpatrone Petrus (Schlüssel) und Paulus (Schwert).
Die Gemeindeflagge ist quer 1:1 geteilt: die obere Hälfte in Schwarz, die untere Hälfte in Gold (Gelb). Schwarz und Gelb sind entsprechend die Gemeindefarben.

## Politik
Gemeindevorsteher ist Peter Frick (VU). Er wurde bei der Gemeindewahl 2023 mit 57,3 % der gültigen Stimmen gewählt. Der Gemeinderat zählt nach der Gemeindewahl 2023 zehn Sitze, hinzu kommt der Vorsteher. Gegenüber der vorigen Wahl hat sich die Sitzverteilung geändert:
| Fortschrittliche Bürgerpartei in Liechtenstein (FBP) | 6 Sitze | (+ 1) |
| Vaterländische Union (VU)                            | 3 Sitze | (− 1) |
| Demokraten pro Liechtenstein (DpL)                   | 1 Sitz  | (+ 1) |
| Freie Liste (FL)                                     | 0 Sitze | (− 1) |

Die Stimmenanteile zeigt das nebenstehende Diagramm. Die Wahlbeteiligung lag bei 74,6 %.

## Sport
Der Fussballclub USV Eschen/Mauren, fünffacher Liechtensteiner Pokalsieger, trägt den Namen der Gemeinde. Er trägt seine Heimspiele im Sportpark Eschen-Mauren aus, der sich am östlichen Ende des Industrieparks von Eschen befindet. Das Stadion fasst 6.000 Zuseher. Zwischen 1990 und 2015  fanden dort auch 12 Länderspiele der Liechtensteiner Fussballnationalmannschaft statt.

## Sehenswürdigkeiten
- Pfarrkirche Peter und Paul
- Kirche der Hl. Theresia vom Kinde Jesu
- Kulturhaus Rössle
- Vogelparadies Birka
- Museum Mura

## Söhne und Töchter der Gemeinde
- Peter Kaiser (1793–1864), Pädagoge, Historiker und Politiker
- Franz Josef Ritter (1847–1928), Politiker
- Emil Batliner (1869–1947), Landwirt, Unternehmer und Politiker
- Rudolf Matt (1877–1960), Politiker (VP, später VU)
- Rudolf Marxer (1904–1972), Politiker (FBP)
- Sepp Ritter (1912–1989), Tierarzt und führendes Mitglied der VDBL
- Georg Malin (* 1926), Künstler, Historiker und Politiker
- Louis Jäger (1930–2018), Grafiker, Maler und Zeichner
- Egon Oehri (* 1940), Mittelstreckenläufer
- Manuela Marxer (* 1965), Leichtathletin und Olympiateilnehmerin
- Birgit Heeb (* 1972), Skirennläuferin
- Sabine Monauni (* 1974), Botschafterin in Brüssel
- Nicole Klingler (* 1980), Volleyballspielerin, Langstreckenläuferin, Du- und Triathletin

## Persönlichkeiten
- Der Forschungsreisende Heinrich Harrer (1912–2006) lebte zeitweise in Mauren.[5]

## Bilder

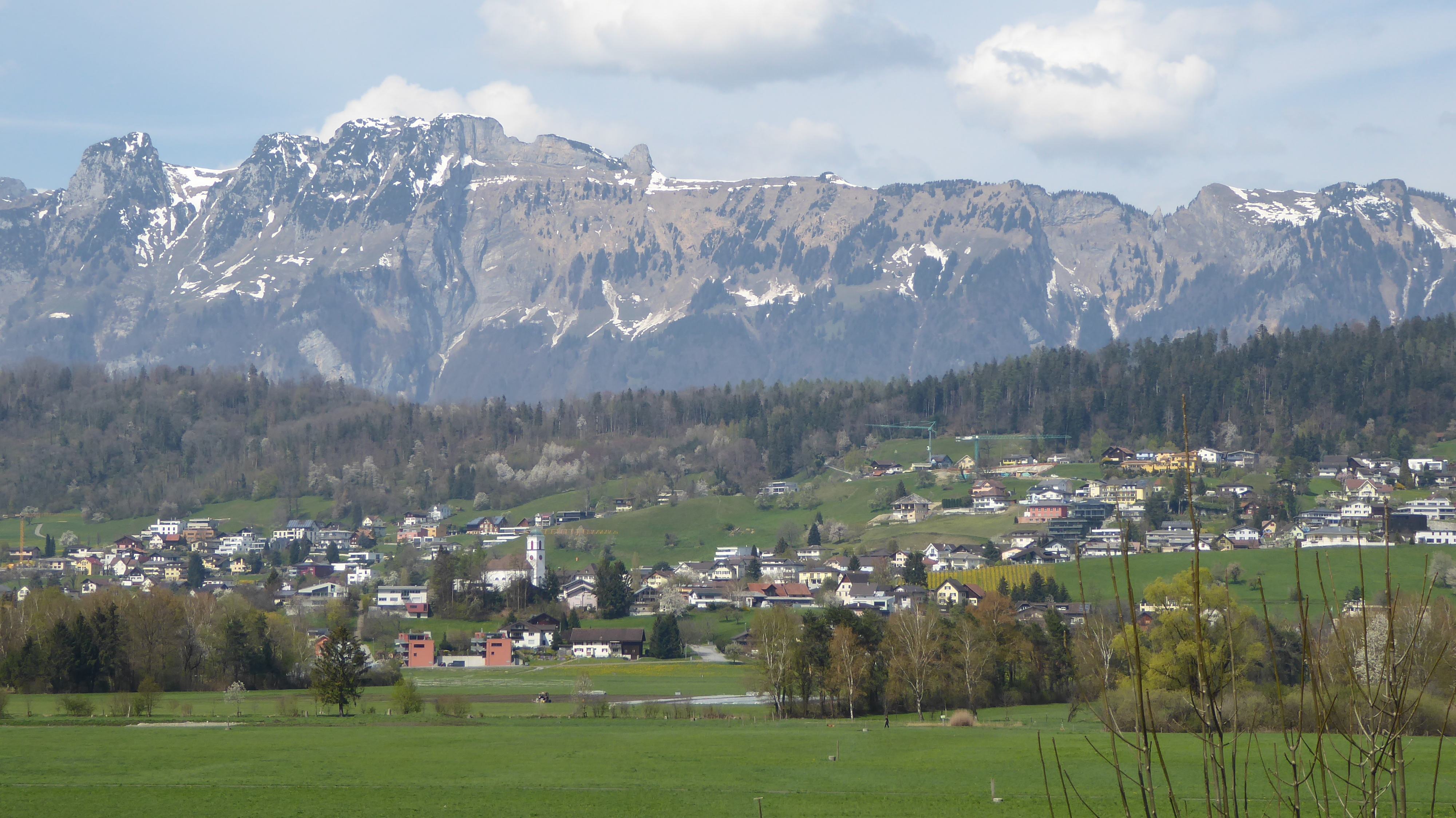
Blick auf Mauren, im Hintergrund Kreuzberge
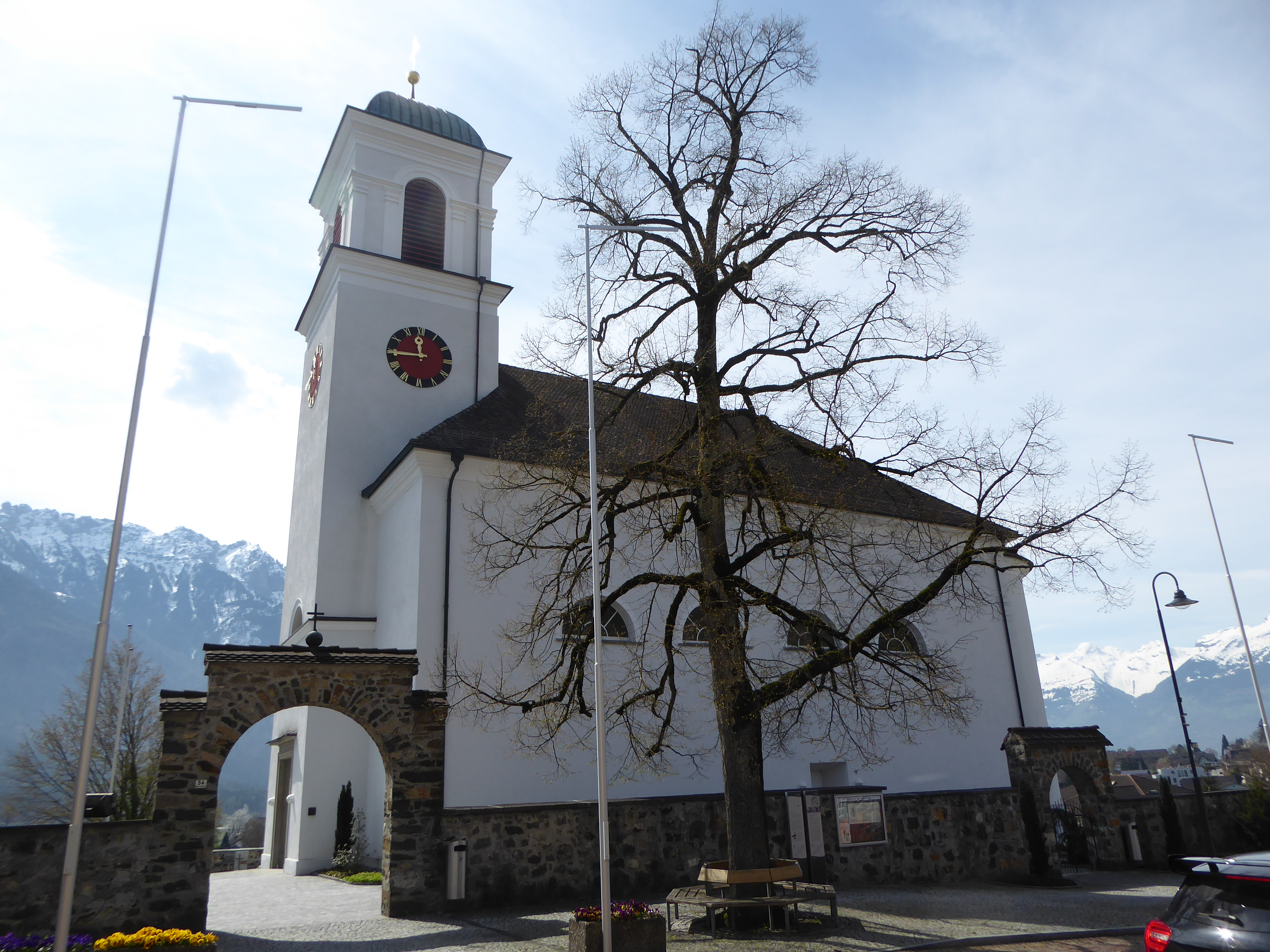
Pfarrkirche St. Peter und Paul
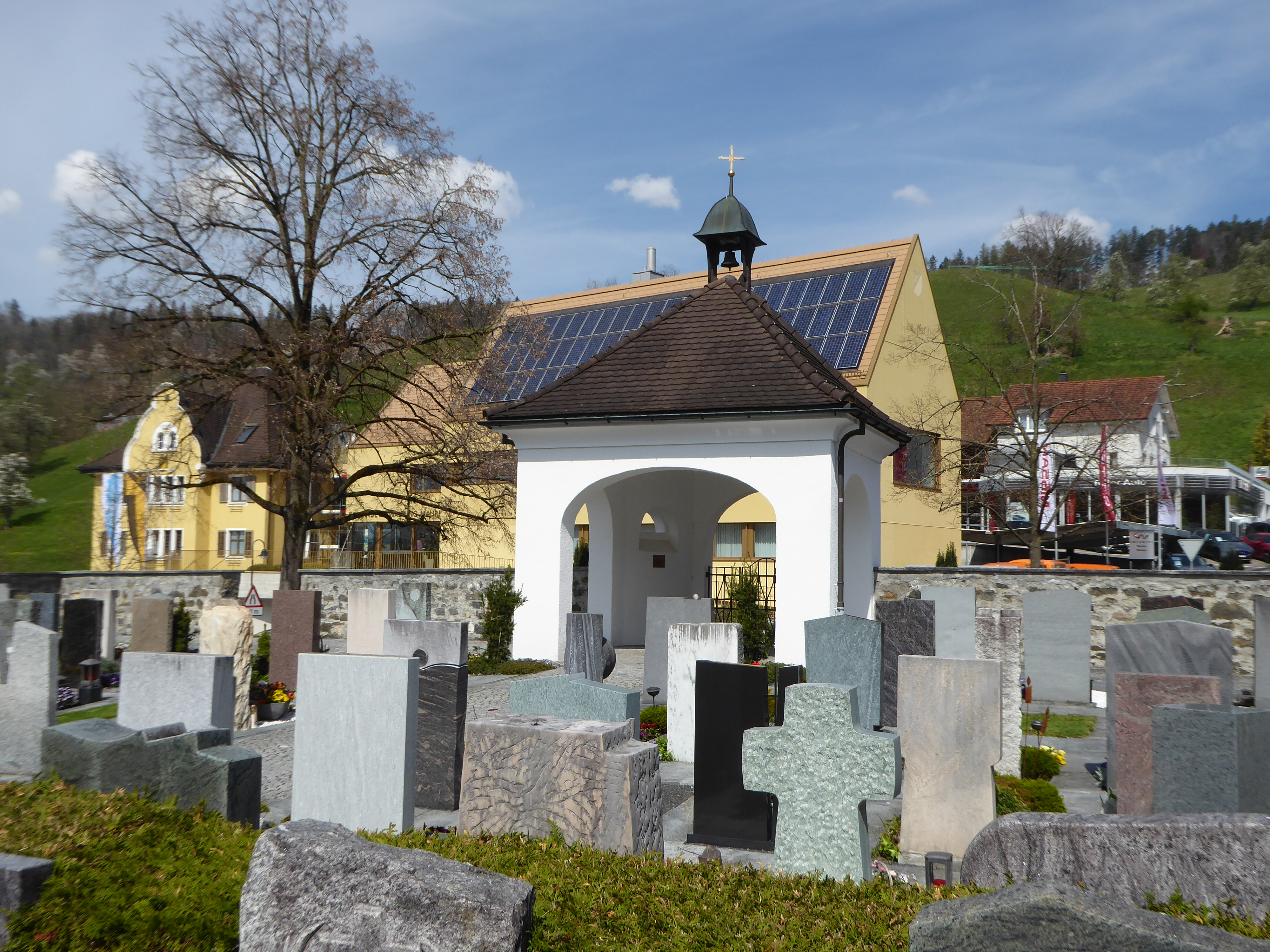
Friedhof
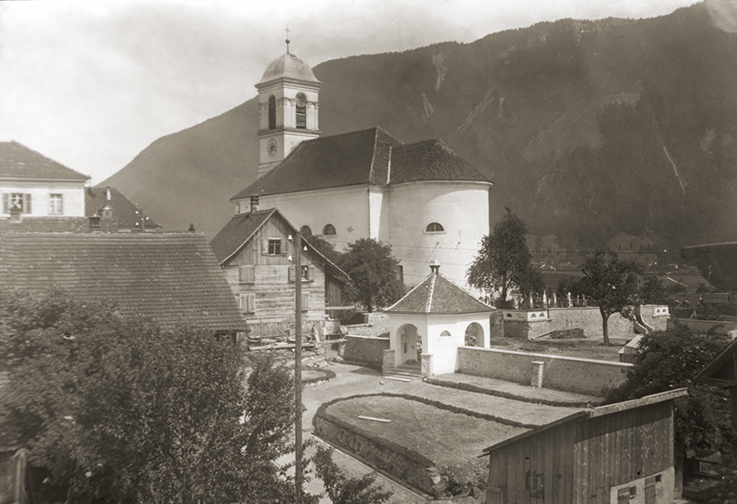
Kirchplatz im Jahr 1922. Links der Kirche steht noch das Haus Nr. 89.
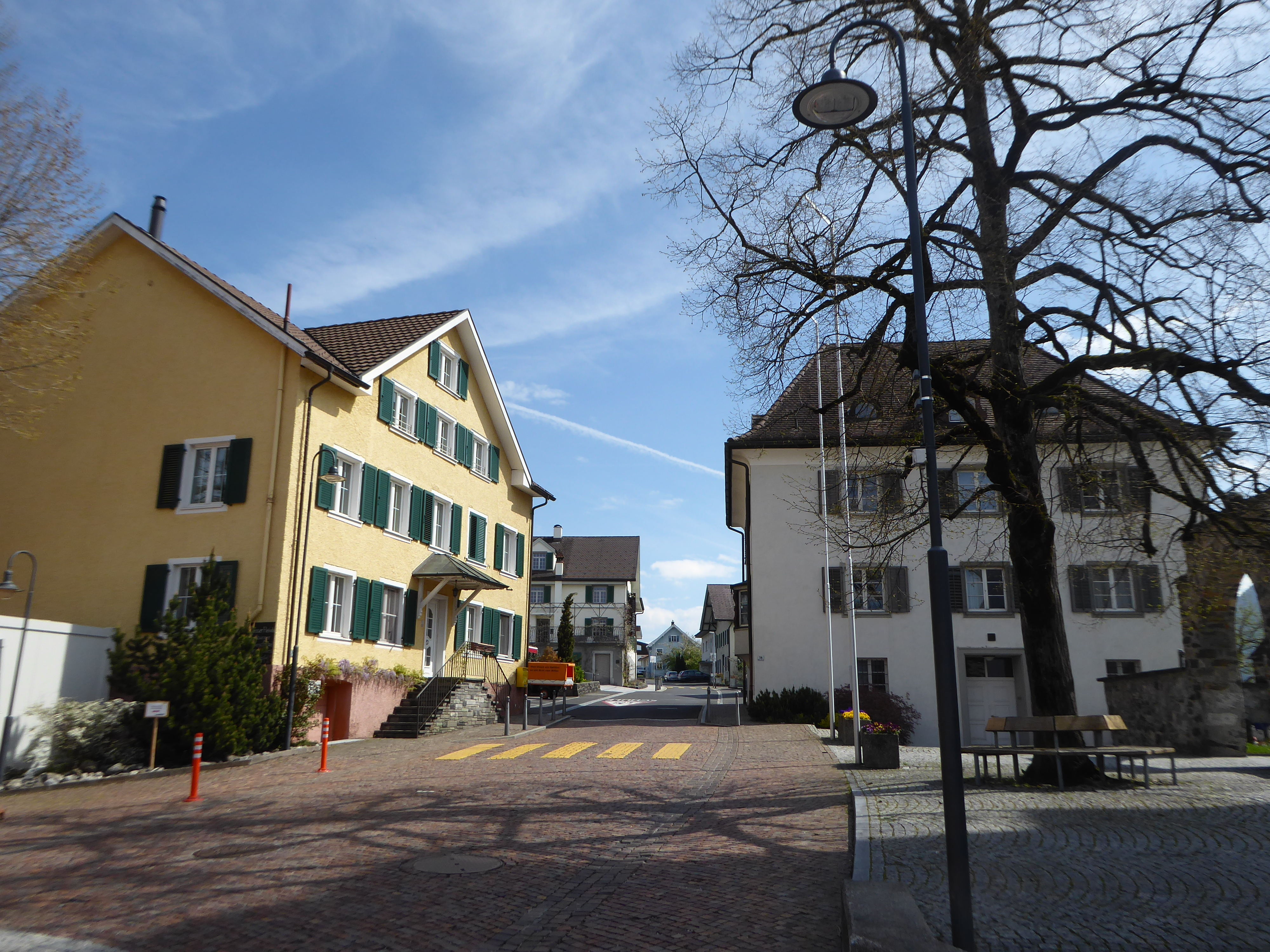
Dorfzentrum mit Pfarrhaus (rechts)
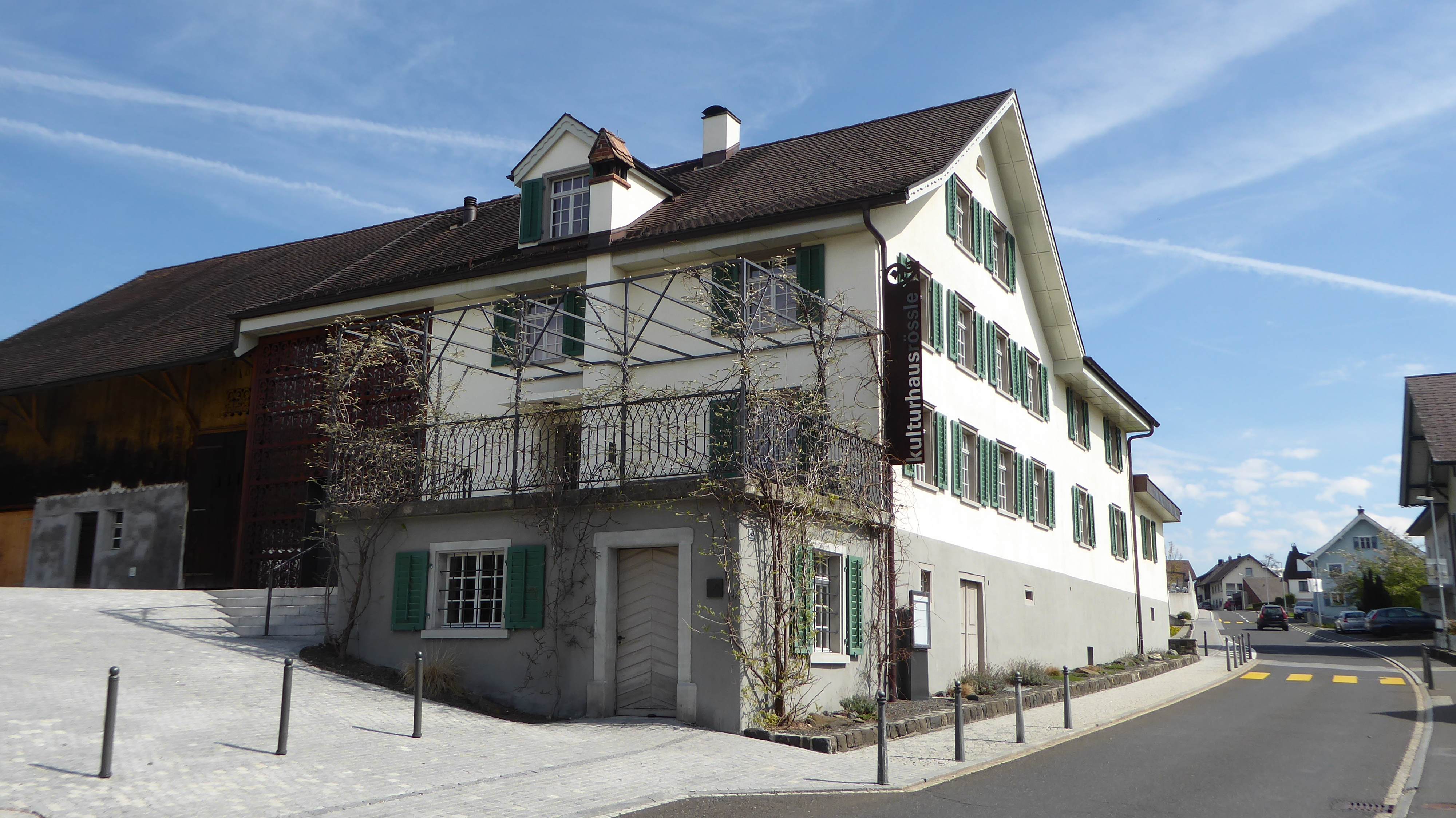
Kulturhaus «Rössle»
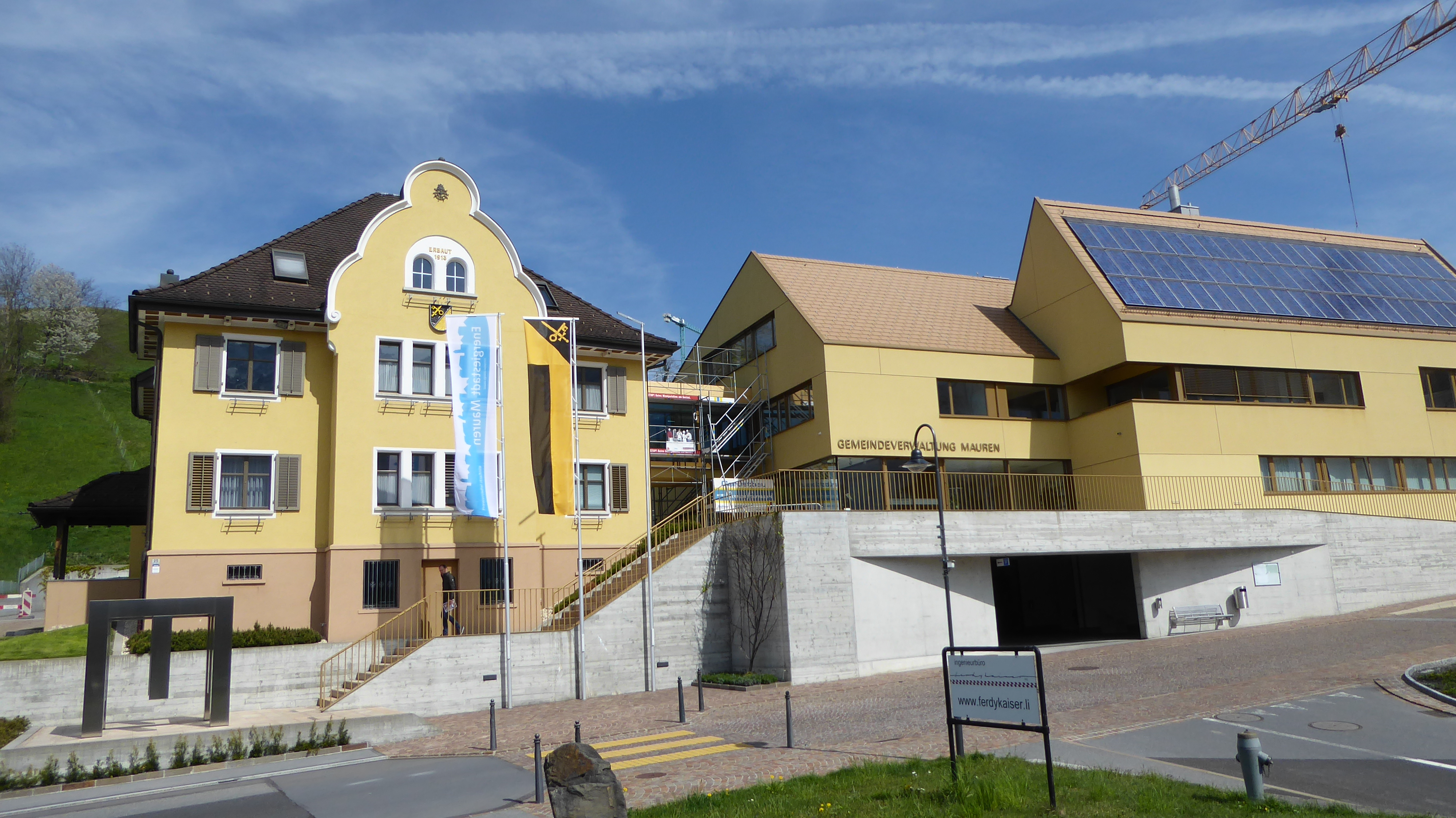
Gemeindehaus
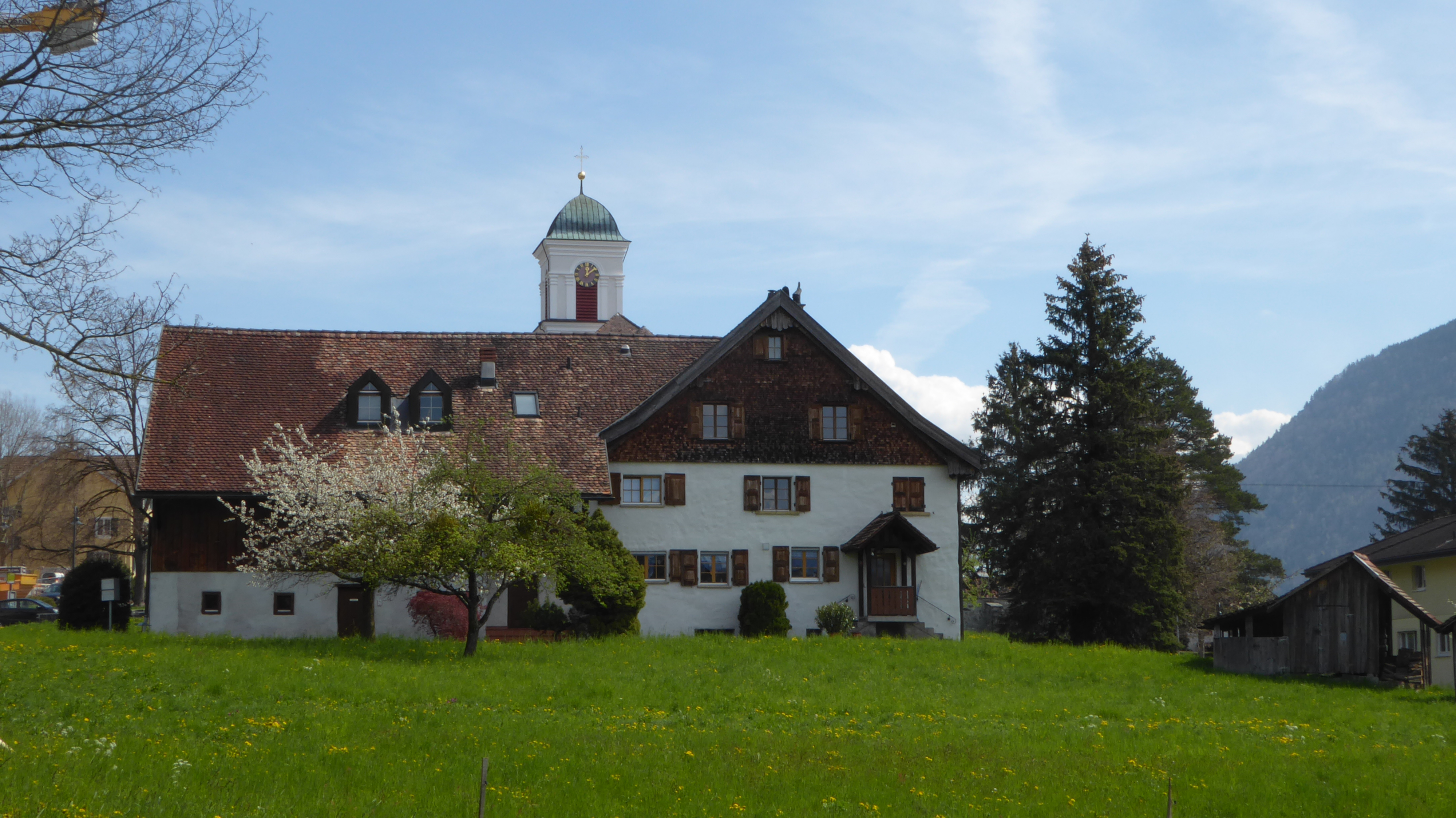
Haus Peter-und-Paul-Strasse 24